# Inmigración estadounidense en Filipinas

Bandera de los Estados Unidos.

Bandera de Filipinas.

La inmigración estadounidense en Filipinas se remonta a 1898 tras la guerra hispano-estadounidense, cuando España después de su derrota en la batalla de Cavite por el Tratado de París cede estas islas a los Estados Unidos. La mayor parte de los estadounidenses fueron militares que se establecieron hasta 1945, finalizada la Segunda Guerra Mundial y declarada después la independencia completa de las Filipinas en 1946. Los estadounidenses que se establecieron en el archipiélago se mezclaron con los pobladores de origen local y sumando apellidos de origen inglés, aunque el número de apellidos de parte de los estadounidenses es menor. Esto puede confundir, pues también Filipinas recibió una escasa inmigración procedente del Reino Unido y que en Estados Unidos, aparte de la inmigración británica también la hubo de otros países europeos, principalmente de Alemania, que es la segunda más importante en el país norteamericano.

## Personas destacadas
- Pepe Smith, cantante y actor filipino.
- Michael V., cantante y actor filipino.
- Beatriz Lucero Lhuillier, practicante de taekwondo olímpica filipina.
- Janno Gibbs, actor y cantante filipino.

- Datos: Q4745537